# Varanes
Varanes, mort après 410 apr. J.-C., est un général et un homme politique de l'Empire romain. Il est le seul consul désigné en 410.

## Biographie

### Origine supposée
Le nom de Varanes pourrait indiquer une origine perse. Selon le rhéteur Libanios, son père était  un personnage connu. La Prosopographie de l'Empire romain tardif émet l'hypothèse selon laquelle ce dernier serait un Perse entré au service de l'Empire romain à l'instar du prince perse Hormisdas.   

### Carrière
En 393, Varanes occupe un emploi à la cour de Constantinople. Il pourrait avoir accompagné l'empereur Théodose Ier durant sa campagne vers l'Italie contre l'usurpateur Eugène en 394. Il serait par la suite resté au service d'Honorius, le fils de Théodose qui lui succède en Occident.   
Après la chute et l'exécution de Stilicon le 22 août 408, Varanes profite de la réorganisation de l'état-major de l'Empire romain d'Occident. Il est nommé magister peditum, l'un des grades les plus élevés de la hiérarchie militaire romaine. Il est remplacé peu de temps après à cette position par le magister equitum Turpillio, qui avait été promu en même temps que lui,.   
En 409, Varanes est présent à Constantinople, où il participe à calmer une émeute de la faim ayant provoqué l'incendie du praetorium de Monaxius, le préfet de la ville.   
L'année suivante, en 410, Varanes est nommé consul pour la partie orientale de l'Empire. L'historien Prosper Tiro, qui mentionne son élection au consulat dans sa Chronique, le désigne sous le titre de vir clarissimus.    
Il est le seul consul désigné cette année-là ; l'empereur Honorius n'en ayant pas nommé en raison du siège de Rome par les Wisigoths, et ayant refusé de reconnaître Tertullus, le consul désigné par l'usurpateur Priscus Attale.   